# Jennifer Weiner
Jennifer Weiner (født 28. marts 1970 i DeRidder, Louisiana) er en amerikansk forfatter og journalist.
Hendes bog, In Her Shoes, er filmatiseret med blandt andre Cameron Diaz, Toni Collette og Shirley MacLaine på rollelisten.

## Bøger på dansk
- God i sengen (Good in Bed), 2001
- I dine sko (In Her Shoes), 2003
- Små jordskælv (Little Earthquakes), 2005
- Seje piger (Certain Girls), 2009
- Bedste venner (Best Friends Forever), 2011
- Så kom du (Then Came You), 2012
- Det næstbedste (The Next Best Thing), 2013